# Comunidad de villa y tierra de San Esteban de Gormaz

Comunidades de villa y tierra de la Extremadura castellana.

La Comunidad de villa y tierra de San Esteban de Gormaz fue una de las comunidad de villa y tierra de la Extremadura castellana, que tuvo vigencia desde el siglo XII hasta el siglo XIX. Con el nombre de Partido de San Esteban de Gormaz formaba parte de la Intendencia de Soria, en la región española de Castilla la Vieja, hoy comunidad autónomas de Castilla y León.

## Toponimia e historia
La capitalidad estuvo en la villa de San Esteban de Gormaz.

## Lugares que comprendía
La superficie era de 734 km² y contaba como centro la villa de San Esteban de Gormaz y un número de aldeas que oscilaba entre las 10 y las ocho siguientes, todas con jurisdicción de señorío.
| - San Esteban de Gormaz. - La Aldea (San Esteban de Gormaz). - Atauta (San Esteban de Gormaz). - Fuentecambrón. | - Golbán (despoblado). - Morcuera (San Esteban de Gormaz). - Miño. - Hornillos (San Esteban de Gormaz). | - Miño. - Peñalba (San Esteban de Gormaz). - Piquera (San Esteban de Gormaz). | - Quintanilla de Tres Barrios (San Esteban de Gormaz). - Quintanas Rubias de Abajo (San Esteban de Gormaz). - Santuy (despoblado San Esteban de Gormaz). |  |

Las villas de Villálvaro, Matanza y el despoblado de Castril (), que pertenecieron a la Comunidad de Villa y Tierra, aparecen como villas eximidas en el Censo de Floridablanca. Además había dos despoblados que no vienen recogidos en el citado censo pero que si aparecen en el Censo de Población de la Corona de Castilla del año 1594, La Morqueda y Sotogolhan ().